# Cola boxiana
Cola boxiana là một loài thực vật cỡ vừa trong họ Sterculiaceae. Chúng là loài đặc hữu của vùng thấp rừng rậm Đông Guinea, hoặc rừng mưa nhiệt đới Ghana. 